# AMG 스피드웨이
에버랜드 스피드웨이는 경기도 용인시의 에버랜드에 있는 자동차 경주용 서킷이다. 

## 역사
1995년 3월, 삼성물산이 용인 모터파크라는 이름으로 개장했다. 개장 당시 국내 유일의 온로드 서킷으로, 모든 트랙 경기를 열었다.
총 연장 2.125 km 길이에 12개의 코너로 설계된 서킷으로, 이후 2009년 4.3 km로 확장공사를 했다. 2018년 3월 기준으로, 국제자동차연맹(FIA)에 등록된 스피드웨이의 공식 명칭은 삼성 스피드웨이(SAMSUNG SPEEDWAY)이다.
확장공사 전에는 길이(2.125 km)와 폭(11 m)이 협소한데다가 관중석이 제대로 갖춰지지 않아 국제경기를 유치하기 어려웠다. 2009년 확장공사로 '그레이드 3'로 국제자동차연맹(FIA) 인증을 받았다.

## F-3
1994년 9월 8일, 삼성중공업이 한국 최초의 F3 레이싱 카를 제작했다. 닛산 자동차의 2천cc급 DOHC 엔진을 탑재했으며, 길이 4ｍ, 폭 1.7ｍ, 무게 4백50kg, 최대출력 2백마력, 최대 토르크 40kg.ｍ, 최고속도 시속 280 km이다.
삼성중공업 관계자는 이번 F-3급 경주용차 개발로 경량.고강도 보디, 전자 현가장치, 고출력엔진 등 첨단 자동차의 핵심기술을 확보하게 됐으며 앞으로 세계 수준의 전자기술을 활용, 경주용차의 최고봉인 F-1급의 개발에 나설 계획이라고 밝혔다.
F3는 내셔널 대회이고, 삼성중공업이 F3 자동차를 출시하며, 대한민국 F3 챔피언십을 개최할 것이라고 보도되었다. 1999년부터 2003년까지, 코리아 수퍼프리라는 F3 경주를 4회 개최하였으나, 흥행부족 등으로 그 후 대회가 폐지되었다.

## 연혁
- 1987년 12월: 삼성그룹 이건희 회장이 비서실에 승용차 사업 진출 방안 수립을 지시.
- 1994년 4월 28일: 일본 도쿄 긴자에 있는 닛산 자동차 본사에서 기술제휴 계약서에 서명.
- 1994년 9월 8일: 삼성중공업이 한국 최초의 F3 레이싱 카를 제작
- 1994년 12월 2일: 김철수 상공자원부 장관, 삼성자동차 허용방침 발표.
- 1994년 12월 5일: 삼성그룹, 닛산 자동차와의 기술도입 계획 상공부에 제출.
- 1995년 3월: 한국 최초의 레이싱 서킷인 용인 모터파크 준공
- 1995년 3월 28일: 삼성자동차(주) 설립